# Dispersione dei modi di polarizzazione
La dispersione dei modi di polarizzazione o PMD (sigla dell'inglese polarization mode dispersion) è una forma di dispersione modale in cui due diverse polarizzazioni della luce in una guida d'onda, che normalmente viaggiano alla stessa velocità, viaggiano a velocità diverse a causa di imperfezioni ed asimmetrie casuali nel mezzo; questo determina un allargamento casuale degli impulsi. A meno di tecniche di compensazione, piuttosto complesse, la PMD limita il tasso con cui si può trasmettere in fibra.

## Panoramica
In una fibra ottica ideale, il core ha una sezione trasversa perfettamente circolare. In questo caso, il modo fondamentale ha due diverse polarizzazioni (ossia l'orientamento del campo elettrico) ortogonali che viaggiano alla stessa velocità. Il segnale che viene trasmesso in fibra ha una polarizzazione casuale, ossia una sovrapposizione casuale di queste due polarizzazioni; questo non comporterebbe nessun problema in un caso ideale, poiché le due polarizzazioni si propagherebbero alla stessa velocità, e sarebbero cioè degeneri.
In una fibra reale tuttavia, esistono imperfezioni casuali che spezzano la simmetria circolare, determinando differenti velocità per le due polarizzazioni. In questo caso le due componenti di polarizzazione del segnale tendono a separarsi lentamente e quindi a generare allargamento e sovrapposizione degli impulsi. Poiché le imperfezioni sono casuali, l'effetto dell'allargamento dell'impulso è una random walk e quindi ha un differenziale temporale medio che dipende dalla polarizzazione {\displaystyle \Delta \tau }, detto anche DGD (Differential Group Delay, ritardo di gruppo differenziale), proporzionale al quadrato della distanza di propagazione:
{\displaystyle \Delta \tau =D_{\text{PMD}}{\sqrt {L}}}
{\displaystyle D_{\text{PMD}}} è il parametro di PMD della fibra, tipicamente misurato in ps/√km, una misura dell'intensità e della frequenza delle imperfezioni.
Le imperfezioni casuali che spezzano la simmetria, ricadono in diverse categorie. Primo, le asimmetrie geometriche, ad esempio core non perfettamente circolari ma ellittici. Secondo, esistono birifrangenze del materiale dovute alla trazione per cui l'indice di rifrazione dipende dalla lunghezza d'onda. Entrambi questi effetti possono derivare o dall'errato del processo di produzione (che non è mai perfetto o esente da trazioni) o da stress sia meccanici che termici imposti alla fibra posta in campo; questi ultimi generalmente variano nel tempo.

## Compensazione della PMD
Un sistema per la compensazione della dispersione è un dispositivo che utilizza un controllore di polarizzazione per compensare la PDM delle fibre. Essenzialmente quello che fa è dividere l'uscita della fibra in due polarizzazioni principali (solitamente quelle con {\displaystyle d\tau /d\omega =0}, ossia senza variazioni del primo ordine del ritardo in funzione della frequenza) ed applicare un ritardo differenziale in modo da riportare in sincronia le due componenti. Dato che gli effetti della PMD sono casuali e variano nel tempo, è necessario un componente attivo che risponda ad un feedback nel tempo. Questi sistemi sono quindi complessi e sofisticati; unito al fatto che la PMD non è ancora un fattore limitante ai bassi tassi di segnalazione attualmente in uso, ciò ha determinato una scarsa diffusione dei compensatori di PMD nei sistemi di telecomunicazione su larga scala.
Un'altra alternativa sarebbe quella di utilizzare fibre a mantenimento di polarizzazione (fibre PM), una fibra in cui la simmetria è così rotta (ossia con un core così ellittico) che una polarizzazione lungo un asse principale è mantenuta fino all'uscita. Poiché la seconda polarizzazione non è mai eccitata, la PMD non si verifica. Tali fibre attualmente presentano problemi pratici, come perdite più elevate rispetto alle fibre tradizionali e costi di produzione superiori. Un'estensione di questa idea sarebbe una fibra a singola polarizzazione, in cui solo ad una polarizzazione è consentito di propagarsi lungo la fibra, mentre l'altra non viene guidata.

## Fenomeni collegati
Un fenomeno collegato è il PDL (polarization-dependent loss, perdita dipendente dalla polarizzazione), per cui le due polarizzazioni subiscono perdite diverse dovute, ancora, ad asimmetrie. Anche il PDL degrada il segnale.
A rigore, un core circolare non è strettamente richiesto per avere due stati di polarizzazione degeneri; è sufficiente piuttosto che la simmetria del core ammetta una rappresentazione bidimensionale irriducibile. Ad esempio core quadrati o a triangolo equilatero avrebbero due polarizzazioni del modo fondamentale con uguale velocità; queste forme generali compaiono anche nelle fibra a cristallo fotonico. Ancora una volta però, qualunque imperfezione che rompesse la simmetria causerebbe la PMD in queste guide.